# Геленово (Влоцлавський повіт)
Геленово (пол. Helenowo) — село в Польщі, у гміні Ізбиця-Куявська Влоцлавського повіту Куявсько-Поморського воєводства.
Населення — 179 осіб (2011).
У 1975-1998 роках село належало до Влоцлавського воєводства.

## Демографія
Демографічна структура станом на 31 березня 2011 року:
|          | Загалом | Допрацездатний вік | Працездатний вік | Постпрацездатний вік |
| -------- | ------- | ------------------ | ---------------- | -------------------- |
| Чоловіки | 81      | 17                 | 54               | 10                   |
| Жінки    | 98      | 21                 | 55               | 22                   |
| Разом    | 179     | 38                 | 109              | 32                   |